# Kanaal van Welzinge

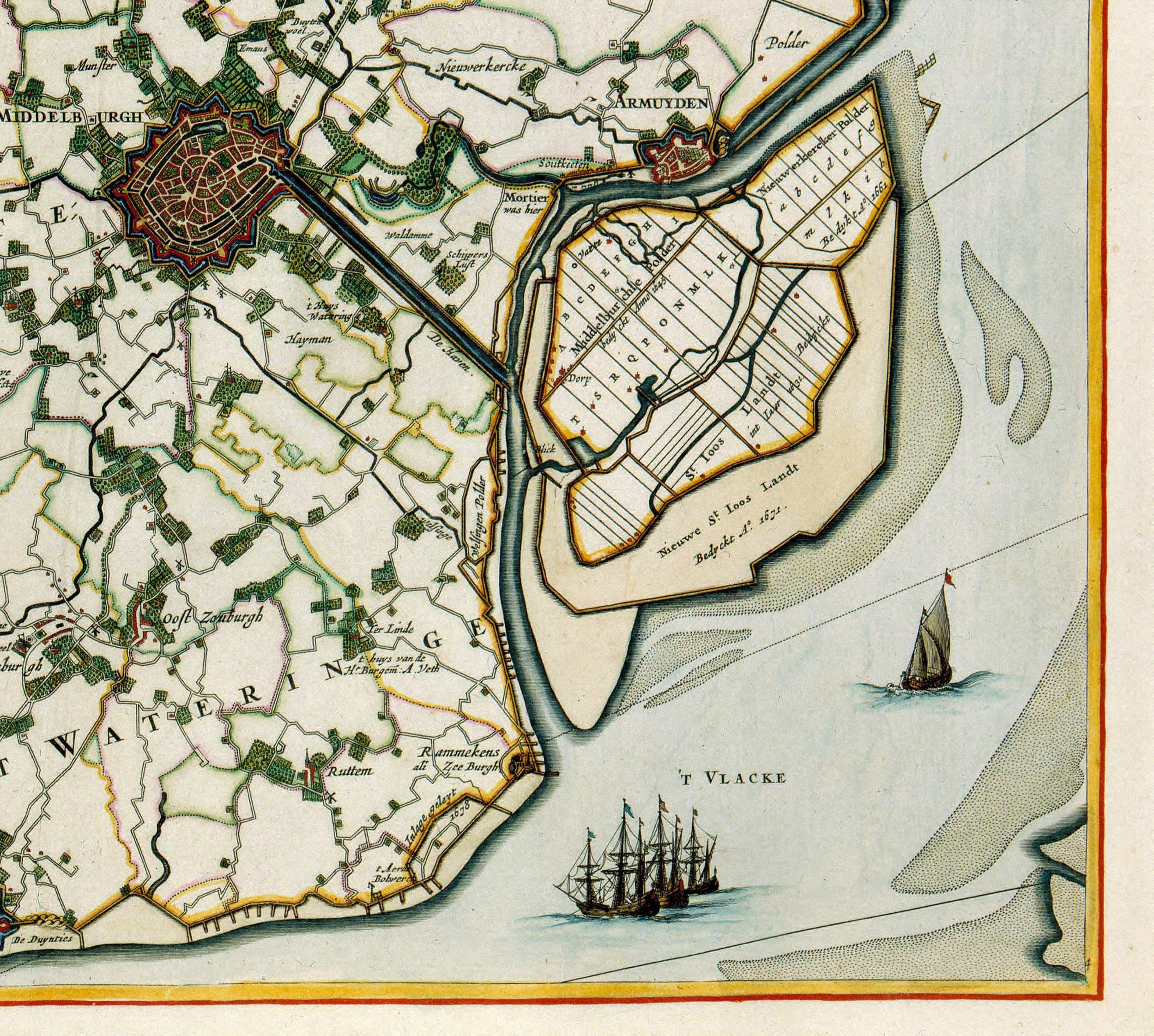
De haven-zeeverbinding van Middelburg in de 17e eeuw. Duidelijk is vanaf Middelburg het kaarsrechte kanaal te zien.

Het Kanaal van Welzinge verbond van 1532 tot 1817 Middelburg met het Sloe en de Westerschelde. 
Tot 1532 werd als vaarroute van en naar Middelburg het bochtige riviertje de Arne gebruikt, dat via Arnemuiden uitmondde in het Sloe, maar dit was niet optimaal. In 1526 stelde het stadsbestuur van Middelburg een commissie samen, deze kreeg tot taak een plan te maken voor een havenkanaal naar de Walcherse rede. Op 8 april 1532 begonnen de graafwerkzaamheden en op 24 augustus 1535 vond de opening plaats. Het kanaal was drie kilometer lang en 57 meter breed. Komende uit het kanaal, bij het huidige Nieuw en Sint Joosland, voeren de schepen door de geul naar het zuiden langs Welzinge richting Fort Rammekens aan de Westerschelde, vanwaar de reis over open zee verder ging.
Op negen kilometer ten zuidoosten van Middelburg werd, bij de monding van de Welzinge, ter controle en bescherming van deze vaarroute in 1547 Fort Rammekens of Zeeburg gebouwd. De bescherming van de scheepvaartroute was nodig omdat Middelburg in de 16e eeuw een belangrijke voor- en doorvoerhaven, van onder andere het machtige Antwerpen, was. Tot in het derde kwart van de 17e eeuw was Middelburg, na Amsterdam, de machtigste VOC-stad. 
Al vanaf het begin waren er problemen met verzanding van de vaarroute en kostbare maatregelen werden genomen om tot een oplossing te komen. Dit hielp enigszins, maar in de achttiende eeuw was de bereikbaarheid van de Middelburgse haven een serieus probleem. De haven, het kanaal en de geul hadden last van het slib waardoor ze ondieper werden. De schepen konden minder lading meenemen of liepen aan de grond.
Koning Lodewijk Napoleon bezocht Middelburg in mei 1809. De bestuurders wezen hem op de problemen en een maand later gaf Lodewijk Napoleon toestemming voor de aanleg van een nieuw havenkanaal richting Veere. In 1817 werd dit nieuwe kanaal in gebruik genomen. Van dit havenkanaal werd later een groot gedeelte gebruikt voor de aanleg van het Kanaal door Walcheren.  
Het Kanaal van Welzinge en de Arne scheidde Walcheren van de Nieuwlandse polders. Pas in de 19e eeuw toen een deel van de Arne en het Kanaal van Welzinge gedempt werden, kwamen deze polders aan Walcheren 'vast' te zitten. Het stuk van Welzinge naar zee in twee fasen ingepolderd. In 1846 ontstond de Mortierepolder en in 1860 werd de  dijk, bij Fort Rammekens, aangelegd die de Schorerpolder deed ontstaan. Het tracé van het kanaal vanaf het centrum van Middelburg naar Nieuw en Sint Joosland ligt vlak naast de Nieuwlandse Weg.